# Macdunnoughia
Macdunnoughia es un género de lepidópteros perteneciente a la familia Noctuidae.

## Especies
- Macdunnoughia confusa – Dewick's Plusia Stephens, 1850
- Macdunnoughia crassisigna Warren, 1913
- Macdunnoughia hybrida Ronkay, 1986
- Macdunnoughia purissima Butler, 1878
- Macdunnoughia tetragona Walker, [1858]